# NWA Canadian Tag Team Championship (post 1993 version)
Il NWA Canadian Tag Team Championship è stato un titolo della divisione tag promosso da diverse federazioni canadesi affiliate alla National Wrestling Alliance (NWA).
Il titolo fu attivo dal 1998 al 2012, quando la NWA ritirò il riconoscimento.

## Storia
La NWA negli anni precedenti aveva riconosciuto diverse versioni del titolo in maniera più o meno ufficiale, con la versione di Vancouver come maggior prestigiosa, attiva dal 1962 al 1985.
Nel 1998 il territorio della Extreme Canadian Championship Wrestling (ECCW), affiliato alla NWA, iniziò a promuovere una nuova versione del titolo, che nel corso degli anni fu adottata anche dalle federazioni canadesi Canadian Wrestling Federation (CWF), NWA Green Mountain e NWA Quebec. 
Nel 2012 la NWA ritirò il riconoscimento disattivando il titolo, ma la Torture Chamber Pro Wrestling (TCPW), fino ad allora territorio NWA, continuò a promuoverlo mantenendo lo stesso fino al gennaio 2019, quando il prefisso NWA fu sostituito da TCPW. In virtù di ciò la TCPW riconosce come campioni precedenti parte dei detentori del titolo NWA.

## Albo d'oro
| Legenda  |                                                                               |
| -------- | ----------------------------------------------------------------------------- |
| #        | Indica il numero del regno titolato                                           |
| Regno    | Viene indicato il numero del regno del campione                               |
| Data     | La data in cui il titolo è stato vinto                                        |
| Località | Indica il luogo in cui il titolo è stato vinto                                |
| Note     | Indica notizie particolari riguardanti i cambi di titolo o altre informazioni |

| #  | Campione                         | Regno | Data             | Giorni | Località                             | Evento     | Note | Fonti |
| -- | -------------------------------- | ----- | ---------------- | ------ | ------------------------------------ | ---------- | --- | ----- |
| 1  | Mike Roselli e Randy Tyler       | 1     | 16 ottobre 1998  | 224    | New Westminster, Columbia Britannica | House show | In uno spareggio per decretare i campioni inaugurali. |       |
| —  | Vacante                          | —     | 28 maggio 1999   | —      | —                                    | —          | Il titolo fu reso vacante quando i campioni rifiutarono di difenderlo contro Biohazard e Juggernaut |       |
| 2  | Biohazard e Juggernaut           | 1     | 28 maggio 1999   | 55     | New Westminster, Columbia Britannica | House show | In uno spareggio per riassegnare il titolo vacante, sconfiggendo Moondog Manson e The Prophet. |       |
| 3  | Dan Danton e Spyder              | 1     | 22 luglio 1999   | 2      | Chilliwack, Columbia Britannica      | House show | |       |
| 4  | Biohazard e Juggernaut           | 2     | 24 luglio 1999   | --     | Nanaimo, Columbia Britannica         | House show | |       |
| —  | Vacante                          | —     | agosto 1999      | —      | —                                    | —          | Il titolo fu reso vacante per motivi non noti. |       |
| 5  | Crusher Carlsen e Michelle Starr | 1     | 20 agosto 1999   | 134    | Regina, Saskatchewan                 | House show | In uno spareggio per riassegnare il titolo vacante, sconfiggendo Charley Hayes e Juggernaut. |       |
| —  | Vacante                          | —     | 1 gennaio 2000   | —      | —                                    | —          | Il titolo fu reso vacante per inattività. |       |
| 6  | Killer Cox e Brian Jewel         | 1     | 18 aprile 2003   | 83     | Winnipeg, Manitoba                   | House show | In una battle royal per riattivare il titolo e nella quale era in palio anche il titolo della Canadian Wrestling Federation.                                                                                       |       |
| —  | Vacante                          | —     | 10 luglio 2003   | —      | —                                    | —          | Il titolo fu reso vacante per motivi non noti. |       |
| 7  | Koko Mansour e Razz Mansour      | 1     | 26 marzo 2005    | 784    | Montréal, Québec                     | House show | In un torneo per riassegnare i titoli vacanti, sconfiggendo in finale Damian e Drake Styles. A partire da questo regno, i campioni sono riconosciuti anche come detentori del TCPW Canadian Tag Team Championship. |       |
| 8  | Antonio Corsi e Stew Korvus      | 1     | 19 maggio 2007   | 195    | Saint Albans, Vermont                | House show | |       |
| 9  | Damian Styles e Drake Styles     | 1     | 30 novembre 2007 | 841    | Nepean, Ontario                      | House show | |       |
| 10 | Steve Blackwell e Ivan Sullivan  | 1     | 20 marzo 2010    | 85     | Saint-Marc-des-Carrières, Québec     | House show | |       |
| 11 | Dru Onyx e Jeremy Prophet        | 1     | 13 giugno 2010   | --     | Hudson, Québec                       | House show | |       |
| —  | Vacante                          | —     | novembre 2010    | —      | —                                    | —          | Il titolo fu reso vacante per motivi non noti. |       |
| 12 | Shayne Hawke e Stew Korvus (2)   | 1     | 13 agosto 2012   | --     | Montréal, Québec                     | House show | In uno spareggio per riassegnare il titolo vacante, sconfiggendo Paul Rosenborg e Pat Skillz. |       |
| —  | Disattivato                      | —     | 2012             | —      | —                                    | —          | La NWA smise di riconoscere il titolo ma la TCPW ha continuato a promuoverlo con questo nome fino al gennaio 2019, quando ha iniziato a riferirsi ad esso come TCPW Canadian Tag Team Championship.                |       |